# Каррингтон, Билли
Уильям Мэттью (Билли) Каррингтон (англ. William Matthew "Billy" Currington; род. 19 ноября 1973, Саванна, Джорджия) — американский кантри-музыкант, автор-исполнитель из Саванны (Джорджия). Был номинирован на несколько премий, в том числе «Грэмми» за лучшее мужское вокальное кантри-исполнение, получил CMT Music Awards.

## Биография
Билли Каррингтон родился в Саванне, штат Джорджия, вырос в Ринконе, штат Джорджия.

## Дискография
Дискография Билли Каррингтона включает, в том числе, следующие релизы:
Студийные альбомы
- Billy Currington (2003)
- Doin' Somethin' Right (2005)
- Little Bit of Everything (2008)
- Enjoy Yourself (2010)
- We Are Tonight (2013)
- Summer Forever (2015)
- Intuition (2021)

## Награды и номинации
| Год  | Ассоциация               | Категория                                                                   | Результат |
| ---- | ------------------------ | --------------------------------------------------------------------------- | --------- |
| 2006 | CMT Music Awards         | Hottest Video of the Year — «Must Be Doin' Something Right»                 | Победа    |
| 2010 | Grammy Award             | «Грэмми» за лучшее мужское вокальное кантри-исполнение — «People Are Crazy» | Номинация |
| 2010 | Academy of Country Music | Single Record of the Year — «People Are Crazy»                              | Номинация |
| 2010 | Academy of Country Music | Song of the Year — «People Are Crazy»                                       | Номинация |